# دبيق أنطوني
الدبيق الأنطوني (باللاتينية: Bupleurum antonii) نوع نباتي ينتمي إلى جنس الدبيق من الفصيلة الخيمية. يضم أربعة أنوعة.

## الموئل والانتشار
موطن هذا النوع المغرب العربي.